# Chromatoiulus syrensis
Chromatoiulus syrensis är en mångfotingart som beskrevs av Karl Wilhelm Verhoeff 1903. Chromatoiulus syrensis ingår i släktet Chromatoiulus och familjen kejsardubbelfotingar. Inga underarter finns listade i Catalogue of Life.